# Pseuduvaria philippinensis
Pseuduvaria philippinensis är en kirimojaväxtart som beskrevs av Elmer Drew Merrill. Pseuduvaria philippinensis ingår i släktet Pseuduvaria och familjen kirimojaväxter. Inga underarter finns listade i Catalogue of Life.